# او. ئی. هاسه
او. ئی. هاسه (آلمانی: O. E. Hasse؛ ‏ ۱۱ ژوئیهٔ ۱۹۰۳ – ۱۲ سپتامبر ۱۹۷۸) یک هنرپیشه، کارگردان، و صدا پیشه اهل آلمان بود. وی بین سال‌های ۱۹۳۱ تا ۱۹۷۷ میلادی فعالیت می‌کرد.
از فیلم‌هایی که وی در آن نقش داشته است، می‌توان به اعتراف می‌کنم، حکومت نظامی، تصمیم قبل از شفق، سه اتاق در منهتن و کاناریس اشاره کرد.